# Флаг муниципального округа Черёмушки

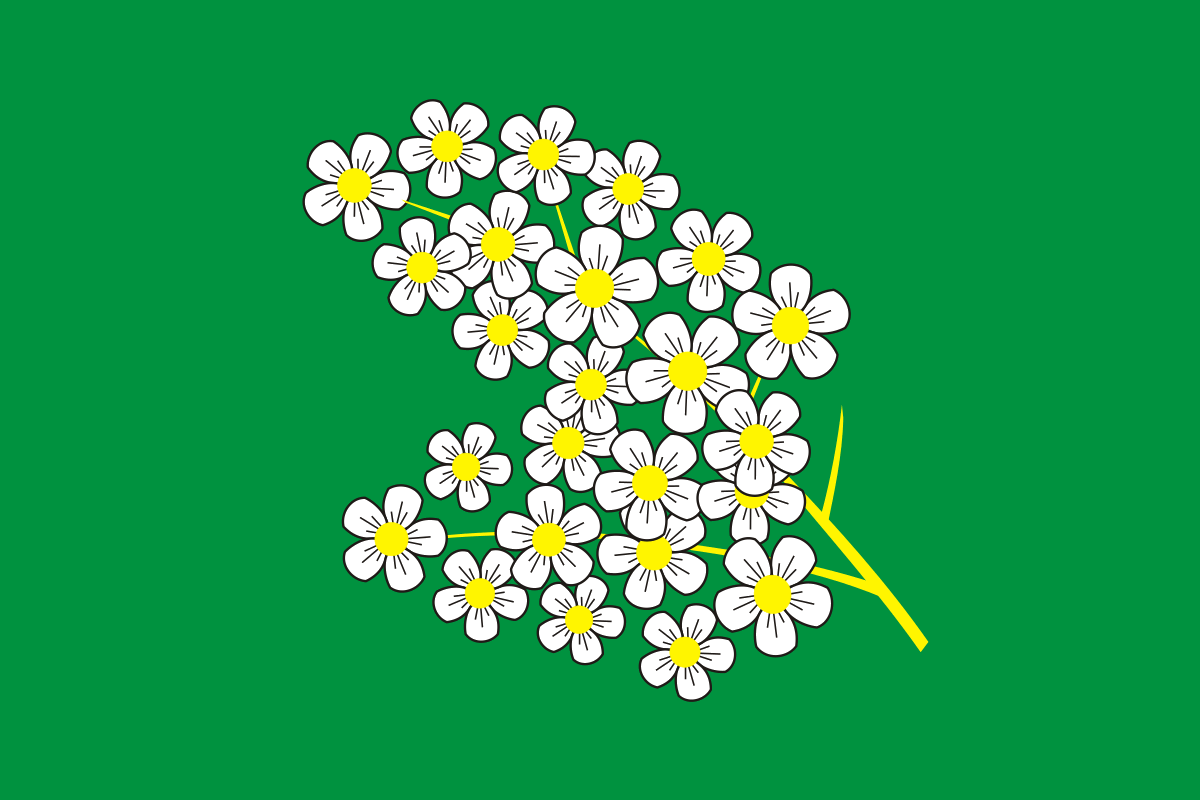
Первая версия флага

Флаг муниципального округа Черёмушки в Юго-Западном административном округе города Москвы Российской Федерации — опознавательно-правовой знак, служащий официальным символом муниципального образования.
Первоначально данный флаг был утверждён 10 февраля 2004 года флагом муниципального образования Черёмушки.
Законом города Москвы от 11 апреля 2012 года № 11, муниципальное образование Черёмушки было преобразовано в муниципальный округ Черёмушки.
Решением Совета депутатов муниципального округа Черёмушки от 19 сентября 2019 года флаг муниципального образования Черёмушки был утверждён флагом муниципального округа Черёмушки.
Флаг внесён в Государственный геральдический регистр Российской Федерации с присвоением регистрационного номера 12505.

## Описание
Описание флага, утверждённое 10 февраля 2004 года года:

Флаг муниципального образования Черёмушки представляет собой двустороннее, прямоугольное полотнище с соотношением сторон 2:3.

В центре зелёного полотнища помещено изображение ветки черёмухи: на жёлтом стебле цветки с белыми лепестками и жёлтыми сердцевинами. Габаритные размеры изображения составляют 1/2 длины и 3/4 ширины полотнища.
Описание флага, утверждённое 19 сентября 2019 года года:

Прямоугольное двухстороннее полотнище зелёного цвета с отношением ширины к длине 2:3, воспроизводящее фигуры из герба муниципального округа Черёмушки, выполненные белым и жёлтым цветом.
Описание герба: «В зелёном поле — золотая, имеющая серебряные цветы с золотыми сердцевинами, ветвь черёмухи в перевязь».

## Обоснование символики
Флаг муниципального округа Черёмушки является гласным. Ветка черёмухи символизирует название муниципального округа, происходящее от одноимённого села, известного ещё с XVII века. По одной из версий, этот топоним произошёл от заросшего черёмухой оврага, находившегося на территории села. Интересно, что после 1956 года для жителей Москвы слово «Черёмушки» стало нарицательным, обозначая типовой жилой квартал 1960-х годов, тем самым символизируя всё новое и современное.
Зелёный цвет поля флага символизирует историческое прошлое, когда здесь, на богатой растительностью территории муниципального округа Черёмушки, располагались многочисленные дачи.
Примененные во флаге цвета символизируют:
зелёный цвет символизирует природу, весну, здоровье, молодость и надежду;
белый цвет (серебро) — символ чистоты, невинности, верности, надежности и доброты;
жёлтый цвет (золото) — символ высшей ценности, солнечной энергии, богатства, силы, устойчивости и процветания.